# Romanengo
Romanengo är en ort och kommun i provinsen Cremona i regionen Lombardiet i Italien. Kommunen hade 3 147 invånare (2018).